# Валовая улица (Тернополь)
У́лица Вало́вая (укр. вулиця Валова; во времена Австро-Венгрии — Валовая, во времена Польши — Валовая, А. Брюкнера, в советские времена — Музейная) — одна из старейших улиц Тернополя, ныне пешеходная. Начинается от улицы Гетмана Сагайдачного и заканчивается на Дениса Сичинского, через арку дома № 19 выходит на Русскую. До Валовой примыкает небольшая улочка Академика А. Брюкнера.

## История
Все жилые дома (за исключением здания УМВД) возведены между 1907 и 1937 годами. Сама же Валовая возникла на рубеже XVIII и XIX веков, когда на её месте разобрали древний вал, который окружал Тернополь с 1540-х годов. Укрепления разровняли и засыпали, но они дали название улице.
В сентябре 1859 года на Валовой, на месте нынешнего здания областной милиции, открыли «низшую» реальную школу, которая до конца века стала «высшей». В 1901 году реальная школа переехала на современную улицу Коперника. А на Валовой ненадолго заработала Украинская гимназия. Позже в гимназическом здании разместили школу имени Словацкого. С июня 1941 года по этому же адресу заработал краеведческий музей. Это здание уже в 1970-х годах признали аварийной и вскоре снесли.
После боёв 1944 года уцелело большинство зданий Валовой: сохранилась старинная брусчатка (обновлённая в 2012 году), местами — довоенные двери, кованные перила и лепнина на стенах. На стене дома № 9 есть аббревиатура «TSD», которую до сих пор не удалось расшифровать. На фасаде дома № 4 видна довоенная табличка с номером «243» — по адресной книге 1935—1936 годов соответствующий номер телефона принадлежал предпринимателю Владимиру Клебудзинскому, который производил и продавал кафель.
В советские времена и до 1990-х в доме № 5 действовал гастроном.

## Современность
Улица Валовая — любимое место тернопольских художников.
В 2012 году улицу Валовую отремонтировали: отреставрировали фасады зданий, по-новому уложили старинную брусчатку, сменив её местами на современную, обновили канализацию и установили в брусчатке вдоль улицы фонари.

## Архитектура
Почти все здания улицы Валовой являются памятками архитектуры местного значения: № 1, 3, 4, 5, 6, 7, 8, 9, 10, 12, 14, 16, 18. Дома № 12, 14 и 16 из-за их архитектурного сходства называют «домами-близнецами» (укр. «будинками-близнюками»).
В северо-восточном крыле здания Управления МВД Украины в Тернопольской области раньше была тюрьма.

## Учреждения
- Книжный магазин «Є».
- Управление МВД Украины в Тернопольской области.

## Транспорт
Современная улица Валовая является пешеходной. Ближайшие остановки общественного транспорта находятся на улице Русской.

## В искусстве и литературе
Улица Валовая встречается в картинах художников, в поэтических и прозаичных сочинениях, в песнях, в фильмах. В Интернете действует сайт о Тернополе, который назван в честь улицы «На Валовой» (укр. «На Валовій»).

### Фильмы
- «Иван и кобыла» — в эпизодах фильма Владимира Фесенка можно увидеть, как выглядела улица в начале 1990-х годов.

### Песни
- «Валовая» — песня из альбома «Мурка» (2009) тернопольского юмориста Гриця Драпака.

## Фотографии

Здания
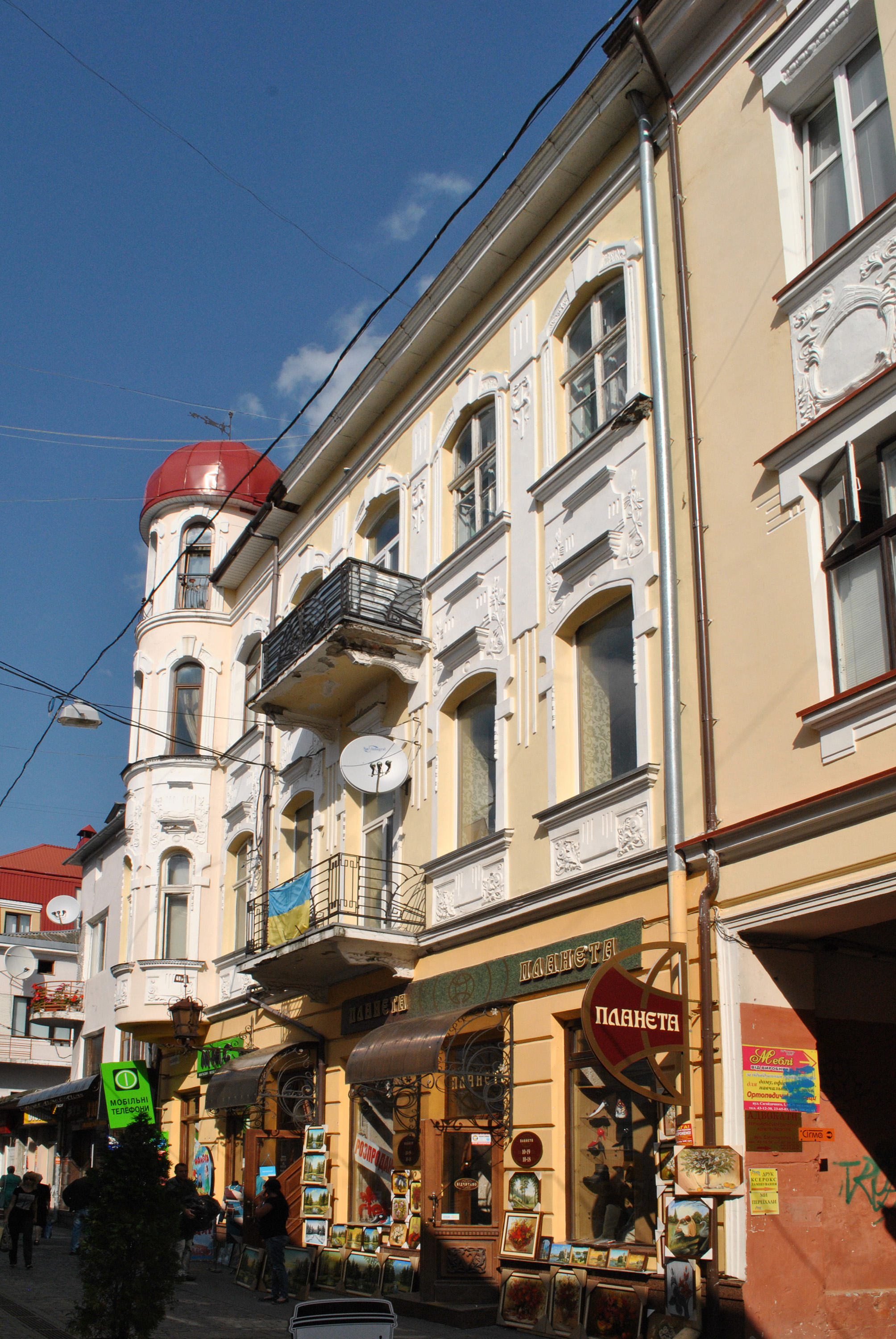
Дом № 3
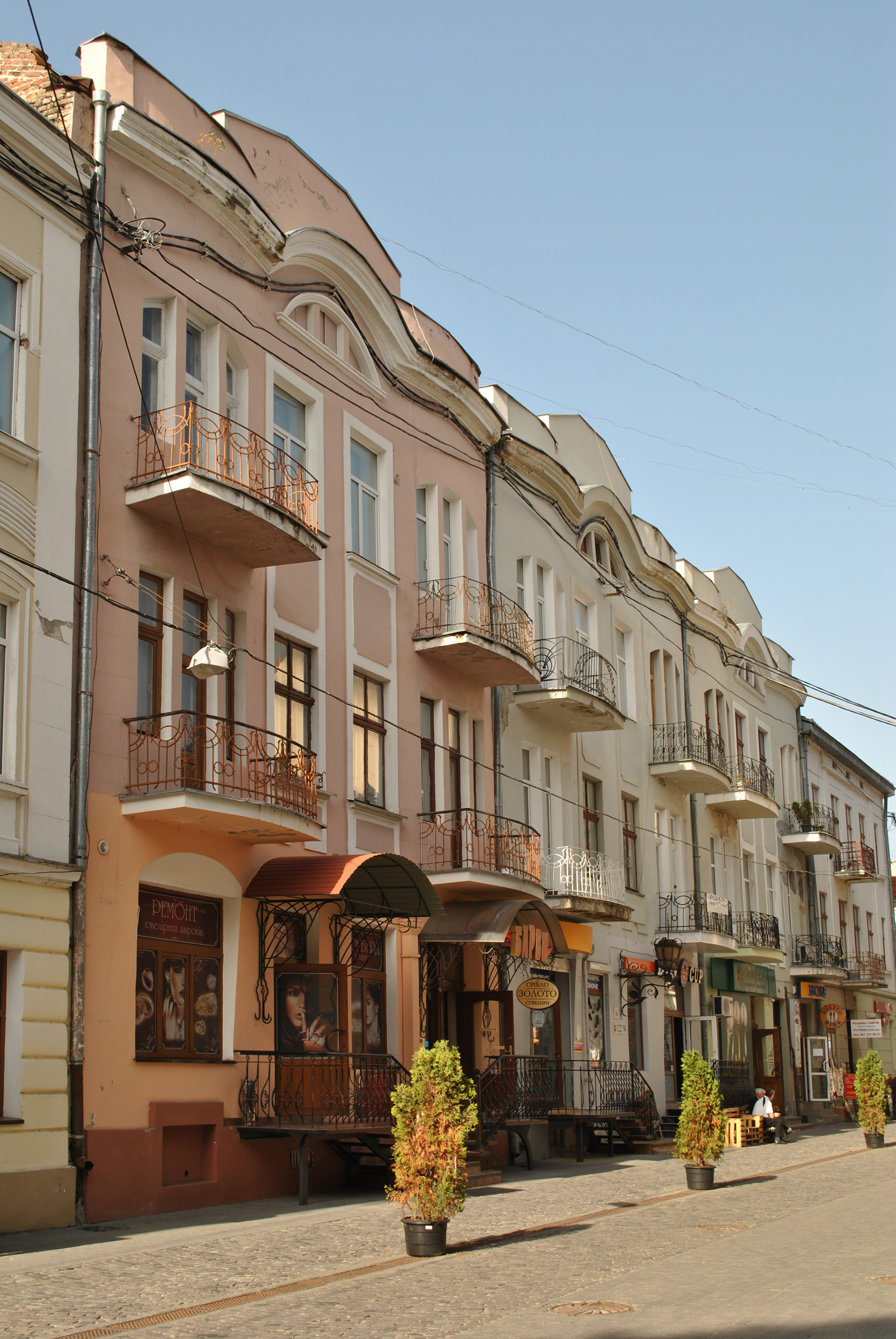
Жилые дома-близнецы №№ 16, 14 и 12
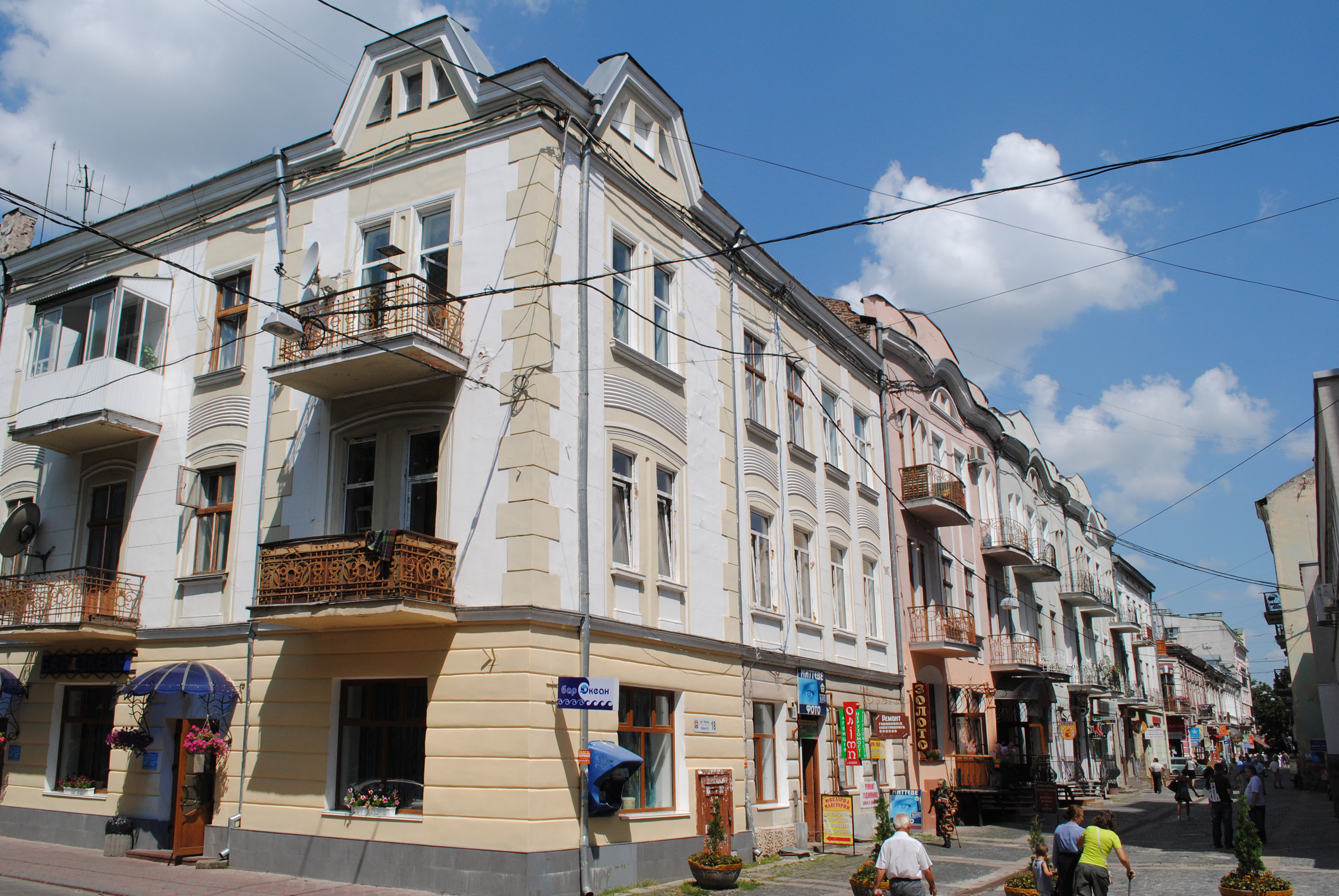
Дом № 18 (вид Валовой с юго-востока

### На украинском языке
- Любомира Бойцун. Тернополь в течение лет: Историко-краеведческие зарисовки. — Киев: Джура, 2003. — 392 c.
- Тернополь. Атлас города. 1:12 000. — Картография. — 48 с. — ISBN 978-966-475-342-2.